# Ilias Addab
Ilias Addab (Amsterdam, 18 augustus 1989) is een Nederlands (film)acteur.

## Levensloop
Addab werd geboren en groeide op in Amsterdam. Zonder ervaring rolde hij in 2006 in de filmwereld. Een wereld die hij na enkele jaren gedag zei, omdat hij schrok van de (stigmatiserende) rollen die hij kreeg toebedeeld. In 2016 kwam hij terug op deze beslissing en sindsdien is hij weer in verschillende producties te zien.